# Љубомир Ловрић
Љубомир Ловрић (Нови Сад, 28. мај 1920 — Београд, 26. август 1994) био је југословенски и српски фудбалер и фудбалски тренер. Играо је на позицији голмана.

## Каријера
Почео је од 1934. да се развија и брани у подмлатку, а постао је стандардни првотимац СК Југославија - Београд 1937. године. Након Другог светског рата чувао је мрежу Црвене звезде (1945-1952), са којом је 1951. освојио првенство, бранећи на 241 званичној утакмици (примио 244 гола).
Био је спортски новинар и радио у београдским листовима "Правда" (1939-1941), "Младост" (1945-1951) и "Борба" (1952-1959), а у пензију је отишао као главни уредник листа "Спорт" (1959-1980).
Као члан Извршног одбора Фудбалског савеза Југославије био је члан селекторске комисије (1959-1964) и самостални савезни капитен (1964 - саставио 11 репрезентација).

## Репрезентација
| Карикатуре г. Владимир Иванович Жедрински (Москва, Русија 30. маја 1899. — Париз, Француска † 30. априла 1974) |  | Уз пет утакмица за селекцију Београда, одиграо је и пет за сениорску репрезентацију Југославије (1939-1948) и примио 11 голова. Дебитовао је на утакмици против Енглеске, а последњу утакмицу за национални тим одиграо је 13. августа 1948. против Шведске (1:3) у Лондону, у финалу олимпијског турнира и освојио је сребрну медаљу. |